# Timo Weisschnur
Timo Weisschnur (geb. 1989 in Hamburg) ist ein deutscher Schauspieler, Synchron- und Hörbuchsprecher.

## Leben
Weisschnur studierte von 2010 bis 2014 Schauspiel an der Hochschule für Musik und Theater „Felix Mendelssohn Bartholdy“ in Leipzig.
Zwischen 2014 und 2020 war er festes Ensemblemitglied am Deutschen Theater Berlin. Einem größeren Publikum bekannt wurde Timo Weisschnur durch seine Darstellung des Kampfpiloten Major Lars Koch in Terror von Ferdinand von Schirach (Uraufführung am Deutschen Theater Berlin am 3. Oktober 2015). Am Theater arbeitete er u. a. mit den Regisseuren Ulrich Rasche, Stephan Kimmig, Tilmann Köhler, Hasko Weber, Jette Steckel, Anne Lenk, Daniela Löffner und Jan Bosse. Er gastierte u. a. am Schauspiel Leipzig, Schauspiel Frankfurt, in den Sophiensælen und 2017 am Vorarlberger Landestheater in Bregenz.
Timo Weisschnur wirkte in mehreren Film- und Fernsehproduktionen mit und sprach diverse Hörbücher ein. Er ist seit 2019 als Kommissar Jonathan Brooks im Radio-Tatort von Radio Bremen zu hören. Er ist die deutsche Synchronstimme von Simu Liu, dem er unter anderem als Marvel-Superheld Shang-Chi in Shang-Chi and the Legend of the Ten Rings und als Ken in Barbie seine Stimme leiht.
Timo Weisschnur lebt in Berlin.

## Theater (Auswahl)
- 2014: Die kosmische Oktave (Rolle: Ottilie), Regie: Ulrich Rasche
- 2014–2015: Die Frau vom Meer (Rolle: Ballested), Regie: Stephan Kimmig
- 2015: Jede Stadt braucht ihren Helden (Rolle: Daniel), Regie: Daniela Löffner
- 2015: Macbeth (Rolle: Rosse), Regie: Tilmann Köhler
- 2015: Terror (Rolle: Lars Koch), Regie: Hasko Weber (UA)
- 2016: Das Feuerschiff (Rolle: Fred), Regie: Josua Rösing
- 2017: Tod eines Handlungsreisenden (Rolle: Bernard), Regie: Bastian Kraft
- 2017: Unter Verschluss (Rolle: Cáceres), Regie: Maik Priebe
- 2017: Der Hauptmann von Köpenick (Rollen: v. Schlettow/Oberwachtmeister/Polizist/Rosencrantz), Regie: Jan Bosse
- 2018: Solaris (Rolle: Kris Kelvin), Regie: András Dömötör
- 2018: Vor Sonnenaufgang (Palmetshofer nach Hauptmann), Regie: Jette Steckel (Ruhrfestspiele Recklinghausen)
- 2018: Welche Zukunft (Rolle: Stefan Tarp), Regie: Andres Veiel (Deutsches Theater Berlin)
- 2019: Der Menschenfeind (Rolle: Oronte), Regie: Anne Lenk

## Film (Auswahl)
- 2013: Heiter bis tödlich – Akte Ex: Auf Entzug, Regie: Wilhelm Engelhardt
- 2014: SOKO Leipzig: Die Müllbrüder, Regie: Herwig Fischer
- 2016: Die siebte Stunde, Regie: Carlo Rola
- 2016: Zwei Leben, eine Hoffnung, Regie: Richard Huber
- 2018: Die Diplomatin – Jagd durch Prag
- 2019: Viva Forever, Regie: Sinje Köhler
- 2020: In aller Freundschaft: Lügen und andere Geheimnisse, Regie: Susanne Boeing
- 2021: Ku’damm 63, Regie: Sabine Bernardi
- 2021: Der große Fake – Die Wirecard Story, Regie: Raymond Ley
- 2021: In aller Freundschaft – Die jungen Ärzte: Glückstag, Regie: Micaela Zschieschow
- 2022: Mordsschwestern – Verbrechen ist Familiensache: Phantomschmerz, Regie: Ole Zapatka
- 2023: SOKO Wismar: Tod einer Hebamme, Regie: Oren Schmuckler
- 2023: SOKO Hamburg: Der Müll der Anderen, Regie: Philipp Klinger
- 2023: Sam – Ein Sachse, Regie: Soleen Yusef
- 2023: WaPo Berlin: Musterschülerin, Regie: Oren Schmuckler

## Hörspiele (Auswahl)
- 2018: Claude Simon: Das Pferd (als Maurice) – Regie: Ulrich Lampen (SWR)
- 2020: Robert Harris: Der zweite Schlaf (Tim O’Reilly) – Regie: Leonhard Koppelmann (Hörspielbearbeitung – HR/Der Hörverlag)
- 2020: Siegfried Lenz: Der Überläufer (als Walter Proska) – Regie: Eva Solloch (NDR)
- 2020: Jane Austen: Mansfield Park (Edmund Bertram) – Bearbeitung und Regie: Iris Drögekamp (Hörspielbearbeitung – HR/SWR/Der Hörverlag)
- 2021: Jan Decker: Comet Hau (als Carl Hau) – Regie: Iris Drögekamp (SWR)
- 2023: Lutz Seiler: Stern 111 (als Comandante) –  Regie: Heike Tauch (RBB)
- 2023: Leo Meier: Zwei Herren von Real Madrid (als A) – Regie: Ulrich Lampen (SWR)
- 2024: Caroline Wahl: 22 Bahnen (als Viktor) – Regie: Irene Schuck (WDR)
- 2024: Silke Walter: Meisterdieb Arsène Lupin – Regie: Patrick Holtheuer
- 2025: Pascal Garnier: Zu nah am Abgrund – Regie: Irene Schuck

## Hörbuch (als Sprecher, Auswahl)
- 2016: Pierre Jarawan: Am Ende bleiben die Zedern, Hörbuch, Hörbuch Hamburg Verlag
- 2017: Katja Brandis: Woodwalkers – Carags Verwandlung, Hörbuch, Arena Audio – ausgezeichnet mit dem AUDITORIX-Hörbuchsiegel 2017
- 2017: Katja Brandis: Woodwalkers – Gefährliche Freundschaft, Hörbuch, Arena Audio
- 2017: Katja Brandis: Woodwalkers – Hollys Geheimnis, Hörbuch, Arena Audio
- 2018: Katja Brandis: Woodwalkers – Fremde Wildnis, Hörbuch, Arena Audio
- 2018: Katja Brandis: Woodwalkers – Feindliche Spuren, Hörbuch, Arena Audio
- 2019: Katja Brandis: Woodwalkers – Tag der Rache, Hörbuch, Arena Audio
- 2019: Katja Brandis: Seawalkers – Gefährliche Gestalten, Hörbuch, Arena Audio
- 2019: Zack Loran Clark: Bund der Schattenläufer – Fuchsfeuer, Hörbuch, Der Audio Verlag
- 2019: Zack Loran Clark: Bund der Schattenläufer – Drachenhauch, Hörbuch, Der Audio Verlag
- 2019: Katja Brandis: Seawalkers – Rettung für Shari, Hörbuch, Arena Audio
- 2020: Kate Eberlen: Only You, Hörbuch, Random House Audio
- 2020: Katja Brandis: Woodwalkers & Friends – Katzige Gefährten, Hörbuch, Arena Audio
- 2020: Katja Brandis: Seawalkers – Wilde Wellen, Hörbuch, Arena Audio
- 2020: Anne Freytag: Aus schwarzem Wasser, Hörbuch, Der Audio Verlag
- 2020: Anna Todd: The Brightest Stars, Hörbuch Random House Audio
- 2020: Joachim B. Schmidt: Kalmann, Hörbuch, Diogenes Verlag
- 2020: Vex King: Good Vibes, Good Life, Hörbuch, Argon Verlag
- 2021: Katja Brandis: Seawalkers – Ein Riese des Meeres, Hörbuch, Arena Audio
- 2021: Jane Austen: Mansfield Park, Hörspiel, der Hörverlag
- 2021: Andreas Suchanek: Flüsterwald – Das Abenteuer beginnt, Leonine Distribution
- 2021: Andreas Suchanek: Flüsterwald – Der verschollene Professor, Leonine Distribution
- 2021: Andreas Suchanek: Flüsterwald – Durch das Portal der Zeit, Leonine Distribution
- 2021: Emma Stonex: Die Leuchtturmwärter, Argon Verlag
- 2021: Uwe Wittstock: Februar 33, Argon Verlag
- 2021: Andreas Eschbach: Gliss, Bastei Lübbe (Lübbe Audio)
- 2021: Sean Easley: Das Hotel der Wünsche, Bastei Lübbe
- 2021: Katja Brandis: Woodwalkers – Zwölf Geheimnisse, Arena Audio
- 2021: Katja Brandis: Seawalkers – Filmstars unter Wasser, Arena Audio
- 2022: Abbas Khider: Der Erinnerungsfälscher, Hörbuch Hamburg
- 2022: Karl Schlögel: Entscheidung in Kiew, Argon Verlag
- 2022: Cynthea Liu: Shang-Chi and the Legend of the Ten Rings, Der Hörverlag
- 2022: Jörg Bong: Die Flamme der Freiheit, Argon Verlag
- 2023: Sacha Naspini: Nives, Argon Verlag, (Hörbuch-Download, mit Tanja Fornaro)
- 2023: Jean-Claude Izzo: Die Marseille-Trilogie, Finch & Zebra
- 2023: Olga Tokarczuk: Empusion, Der Audio Verlag/SWR
- 2023: Malin Persson Giolito: Mit zitternden Händen, Lübbe Audio
- 2023: Joachim B. Schmidt: Kalmann und der schlafende Berg, Diogenes
- 2023: Michaela Beck: Das Licht zwischen den Schatten, Lübbe Audio
- 2023: Anja Portin: Die Stadt der kleinen Wunder, Sauerländer audio
- 2023: Thomas Meyer: Hannah Arendt, Hörbuch Hamburg
- 2024: Juli Dorne: Fighting Fate, Argon Verlag
- 2024: Juli Dorne: Tempting Fate, Argon Verlag
- 2024: Ron Leshem: Feuer, Argon Verlag
- 2024: Nikola Hotel: Dark Ivy, Argon Verlag
- 2024: David Nicholls: Zwei in einem Leben, Argon Verlag
- 2025: Katja Brandis: Zeit der Entscheidung, Arena Verlag, ISBN 978-3-401-24159-3 (Woodwalkers – Die Rückkehr – Band 6)
- 2025: Håkon Marcus: Wildwandler – Der Ruf der weißen Eule, Hörbuch Hamburg
- 2025: Julie Kagawa: Storm Dragons: Gewitter am Ende der Welt, cbj audio

## Synchronisation (Auswahl)

### Filme
- 2019: Anthony Welsh in Shadow of Violence
- 2021: Simu Liu in Shang-Chi and the Legend of the Ten Rings
- 2022: Eldar Skar in The Northman
- 2022: Jake Horowitz in Bones and All
- 2022: Àlex Monner in Centauro
- 2022: Ray Nicholson in Out of the Blue – Gefährliche Lust
- 2022: Takumi Saitoh in Shin Ultraman
- 2023: Chris Alosio in Talk to Me
- 2023: Carlos Alcaide in Mord, wie er im Buche steht
- 2023: Simu Liu in Barbie
- 2023: Jackson White in Friedhof der Kuscheltiere: Bloodlines
- 2023: Karl Glusman in God Is a Bullet
- 2023: Tom Sturridge in Die Witwe Clicquot
- 2024: Kit Young in The Beautiful Game
- 2024: Lorenzo Aloi in Die schöne Rebellin
- 2024: Raphaël Quenard in Ich lasse mir nichts mehr gefallen (Je ne me laisserai plus faire)
- 2024: Simu Liu in Ein Jackpot zum Sterben
- 2024: Fumiyoshi Shioya in Haikyu!! Das Play-off der Müllhalde
- 2024: Darren Barnet in Road House
- 2025: Simu Liu in Last Breath
- 2025: Aristotle Athari in M3GAN 2.0

### Serien
- 2021: Luis Gerardo Méndez in Los Enviados
- 2021: Yoon Byung-hee in Vincenzo
- 2022: Ben Bailey Smith in Andor
- 2022: Ben Barnes in Guillermo del Toro's Cabinet of Curiosities
- 2022: Simu Liu in StoryBots
- 2023: Brent Antonello als Det. Jamie Whelan in Law & Order: Organized Crime
- 2023: Carter Hudson in Der Morgen davor und das Leben danach
- 2023: Adam Brody in Fleishman is in Trouble
- 2023: Freddie Dennis in Queen Charlotte: A Bridgerton Story
- 2023: Pep Ambròs Munné in Who is Erin Carter?
- 2024: Ruy Iskandar in Avatar – Der Herr der Elemente
- 2024: Alex Hassell in Rivals
- 2024: Sam Spruell in Dune: Prophecy
- 2024: Simu Liu in What If…?
- 2025: Guillaume Labbé in Anaon – Hüter der Nacht
- 2025: Griffin Matthews in You – Du wirst mich lieben
- 2025: Joe Daru in Long Bright River